# Nasce uma Estrela (1976)
A Star Is Born (bra/prt: Nasce uma Estrela) é um filme estadunidense de 1976, do gênero drama romântico-musical, dirigido por Frank Pierson.

## Elenco
- Barbra Streisand .... Esther Hoffman
- Kris Kristofferson .... John Norman Howard
- Gary Busey .... Bobbie Ritchie
- Oliver Clark .... Gary Danziger
- Venetta Fields
- Clydie King
- Marta Heflin .... Quentin
- Sally Kirkland .... fotógrafa
- Paul Mazursky .... Brian
- Bill Graham .... ele mesmo
- Rita Coolidge .... ela mesma
- Tony Orlando .... ele mesmo
- Maidie Norman .... Juíza de Paz (sem créditos)

## Principais prêmios e indicações
| Prêmio             | Categoria                                     | Recipiente | Resultado |
| ------------------ | --------------------------------------------- | --- | --------- |
| Oscar 1977         | Melhor canção original                        | Barbra Streisand, Paul Williams ("Evergreen")                                                                                         | Venceu    |
| Oscar 1977         | Melhor fotografia                             | Robert Surtees | Indicado  |
| Oscar 1977         | Melhor som                                    | Robert Knudson, Dan Wallin, Robert Glass, Tom Overton                                                                                 | Indicado  |
| Oscar 1977         | Melhor trilha sonora adaptada                 | Roger Kellaway | Indicado  |
| Globo de Ouro 1977 | Melhor filme - comédia ou musical             | Jon Peters | Venceu    |
| Globo de Ouro 1977 | Melhor ator - comédia ou musical              | Kris Kristofferson | Venceu    |
| Globo de Ouro 1977 | Melhor atriz - comédia ou musical             | Barbra Streisend | Venceu    |
| Globo de Ouro 1977 | Melhor trilha sonora                          | Paul Williams, Kenny Ascher | Venceu    |
| Globo de Ouro 1977 | Melhor canção original                        | Barbra Streisand, Paul Williams ("Evergreen")                                                                                         | Venceu    |
| BAFTA 1978         | Melhor trilha sonora                          | Bob Glass, Robert Knudson, Marvin I Kosberg, Tom Overton, Joseph Von Stroheim, Dan Wallin                                             | Indicado  |
| BAFTA 1978         | Melhor filme musical (Prêmio Anthony Asquith) | Paul Williams, Barbra Streisand, Kenny Ascher, Rupert Holmes, Leon Russell, Kenny Loggins, Alan Bergman, Marilyn Bergman, Donna Weiss | Indicado  |

## Sinopse
John é um astro do rock que se envolve romanticamente com Esther, uma cantora iniciante. Ele a ajuda a subir na carreira mas, a medida que ela vai se tornando também uma estrela, o cantor começa seu rápido declínio em função do abuso de álcool e drogas. Ela tenta retribuir a ajuda, mas o cantor a rechaça, prejudicando definitivamente o relacionamento, mesmo estando os dois apaixonados. 